# Валашский музей под открытым небом

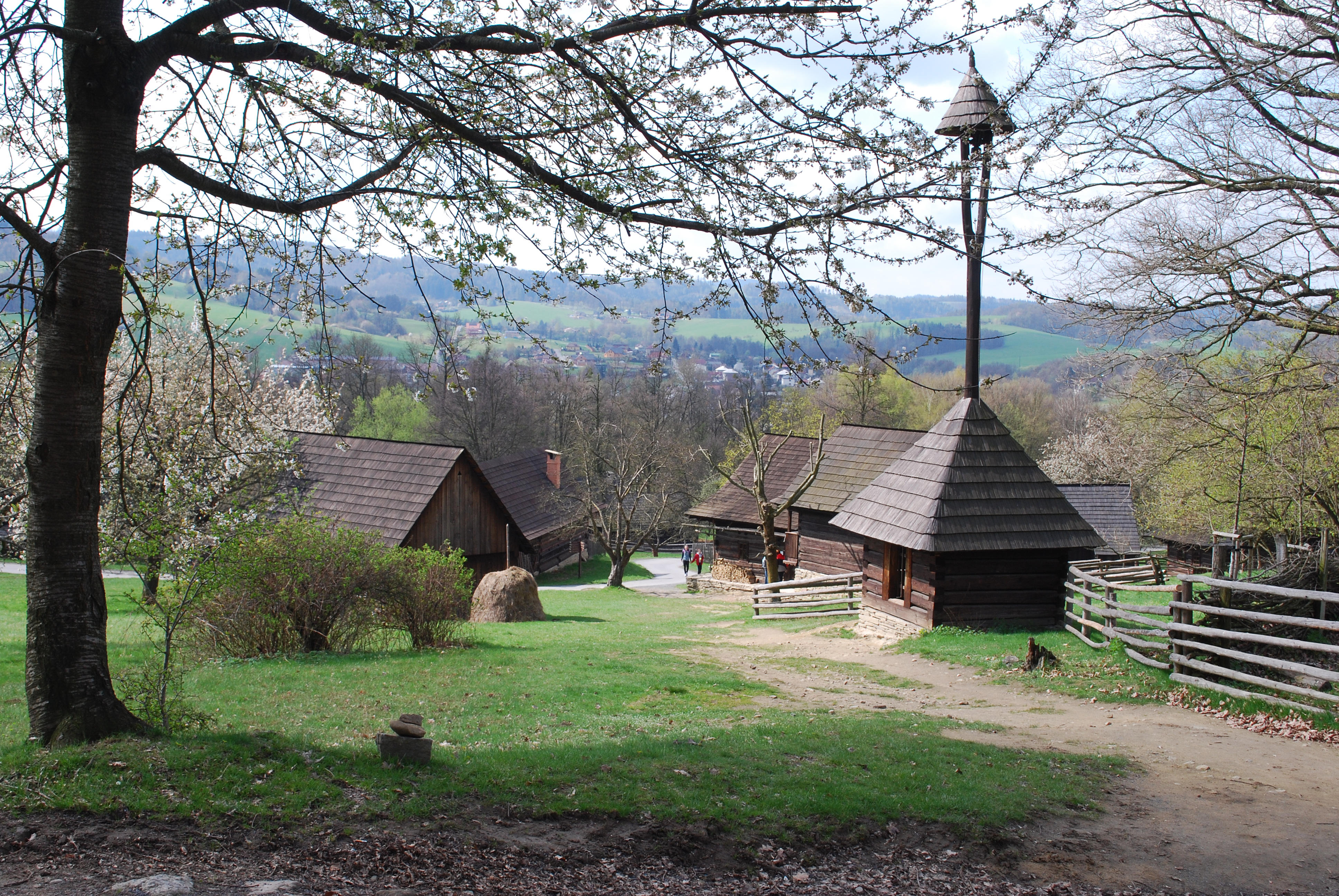
Деревянные дома в музее.

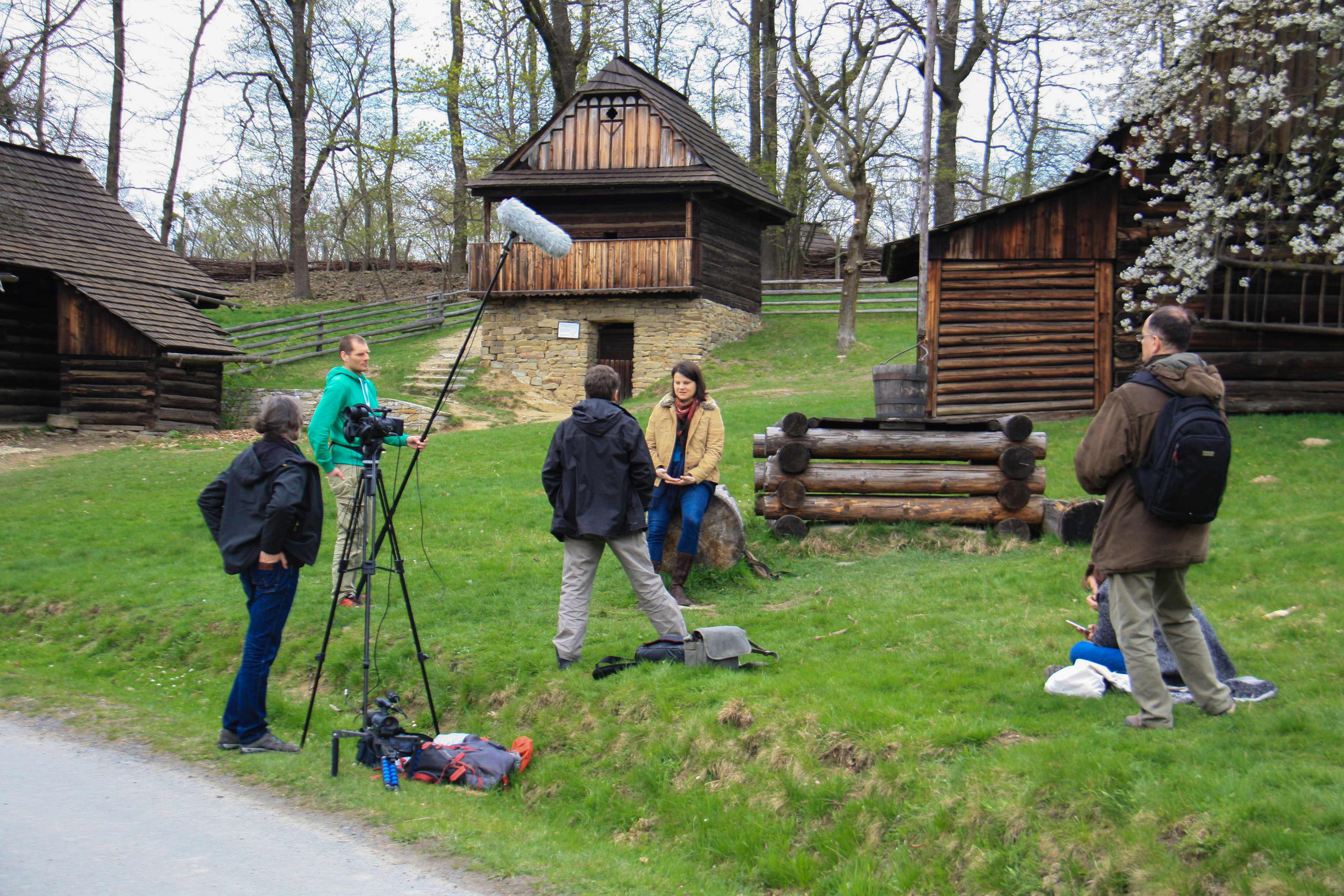
Интервью с этнографом в музее во время экспедиции Этновики.

Валашский музей под открытым небом (чеш. Valašské muzeum v přírodě) — этнографический музей под открытым небом, который находится в городе Рожнов-под-Радгоштем в историческом регионе Моравская Валахия в Чехии. Целью музея является сохранение и демонстрация валашской материальной культуры и традиций. Это второй старейший (после Полабского этнографического музея в Пршерове-над-Лабе) и самый большой музей под открытым небом в Чехии. Музей состоит из трёх отдельных частей: Маленький деревянный посёлок, Валашское село и Долина мельниц. В течение года в музее проходят мероприятия связанные с фольклором, народными обычаями и традиционными ремеслами. Также на территории музея происходят и другие культурные мероприятия. Этот музей является национальным памятником культуры.

## История
Музей был основан братьями Богумиром и Алоизом Яронеками, которые происходили из семьи мастеров и ремесленников. Богумир Яронек был талантливым художником, который интересовался фахверковыми зданиями. В 1895 году он посетил чехословацкую этнографическую выставку в Праге, где он увидел выставку валашских зданий под открытым небом. В 1909 году братья Яронеки поселились в городе Рожнов-под-Радхоштем. Вскоре после этого Алоиз Яронек посетил самый большой музей под открытым небом в мире — музей Скансен в Стокгольме.
Между 1911 и 1925 годами братья вынашивали идею открытия музея под открытым небом в Рожнове-под-Радхоштем. В 1925 году они воплотили свою идею в жизнь — музей был открыт во время фольклорного фестиваля «Валашский год». На тот момент музей состоял всего лишь из двух больших домов (здания городского совета и особняка аристократа XVIII века), а также нескольких маленьких. Постепенно, всё больше зданий появлялось в музее. Во время Второй мировой войны группа плотников под руководством Михала Фабиана построила деревянную церковь используя архитектурный план церкви в селе Ветрковице вблизи города Пршибор, которая полностью сгорела в 1878 году. Оригинальная часть музея позже получила название Маленький деревянный посёлок.
Вторая часть музея, Валашское село, была постепенно сооружена в течение 1960-х годов. Эта часть представляет собой типичное валашское село и состоит из примерно 40 зданий. Третья часть, Долина мельниц, была открыта в 1982 году и состоит из нескольких мельниц и других сооружений, которые показывают традиционные методы производства и условия труда в сёлах.

## Части

### Маленький деревянный посёлок
Маленький деревянный посёлок показывает традиционную народную моравскую архитектуру конца XIX и начала XX века. Там есть как оригинальные перемещенные здания, так и реконструкции. Внутренние интерьеры также были реконструированы чтобы продемонстрировать традиционные условия жизни. Маленький деревянный посёлок появился с переносом нескольких оригинальных двухэтажных домов из города Рожнов-под-Радхоштем на территорию музея, включая деревянный дом городского совета. Позже были добавлены другие здания, в том числе Кабак Вашека, Дом сельского главы из села Дольни Краловице и Церковь святой Анны.

### Валашское село
Валашское село является крупнейшей из трех частей музея. Она состоит из многочисленных жилых домов, колодцев, садов, колоколен, ветряков и других сельских построек, расположенных у дорог, деревьев и других элементов ландшафта характерных для валашских сёл. Валашское село было создано для сохранения традиционных каркасных и брусовых домов, которые могли бы потерпеть непоправимый вред если бы были оставлены в той среде, где они были раньше. В Валашском селе выращивают сельских животных, в частности овец и козлов, на полях выращивают растения, изготавливают продукты питания, характерные для валашских сёл. Это всё необходимо, чтобы детально реконструировать условия жизни в валашских сёлах.

### Долина мельниц
Долина мельниц является самой новой частью музея. Она служит для сохранения сельского оборудования, рабочих и технических знаний и навыков необходимых для жизни в деревне. Там есть водная мельница, лесопильная мельница и шерстяная мельница из деревни Велке Карловице. Среди других сооружений есть масляная дробилка, кузница и железная мельница.

## Галерея

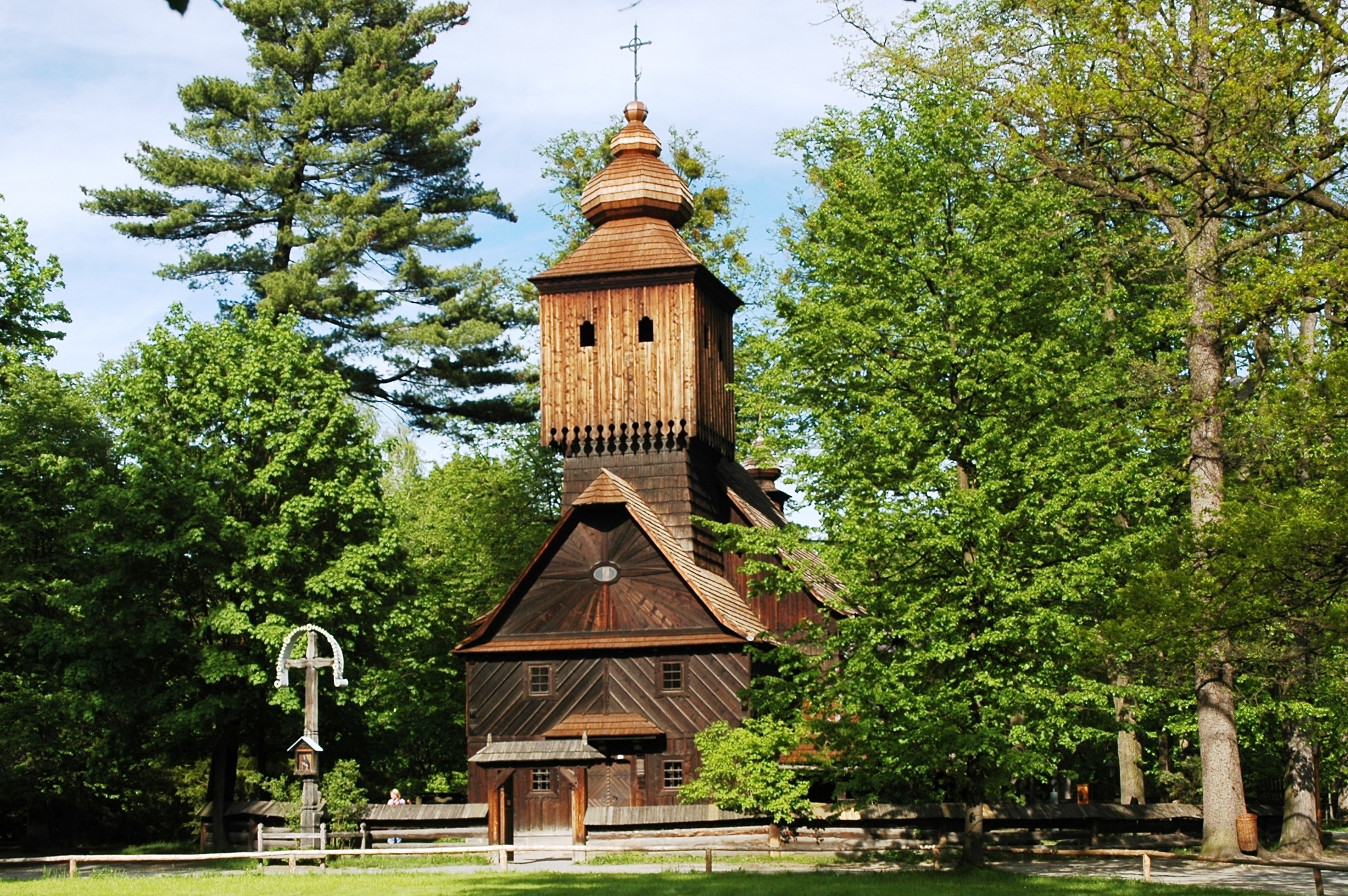
Церковь из села Ветрковице
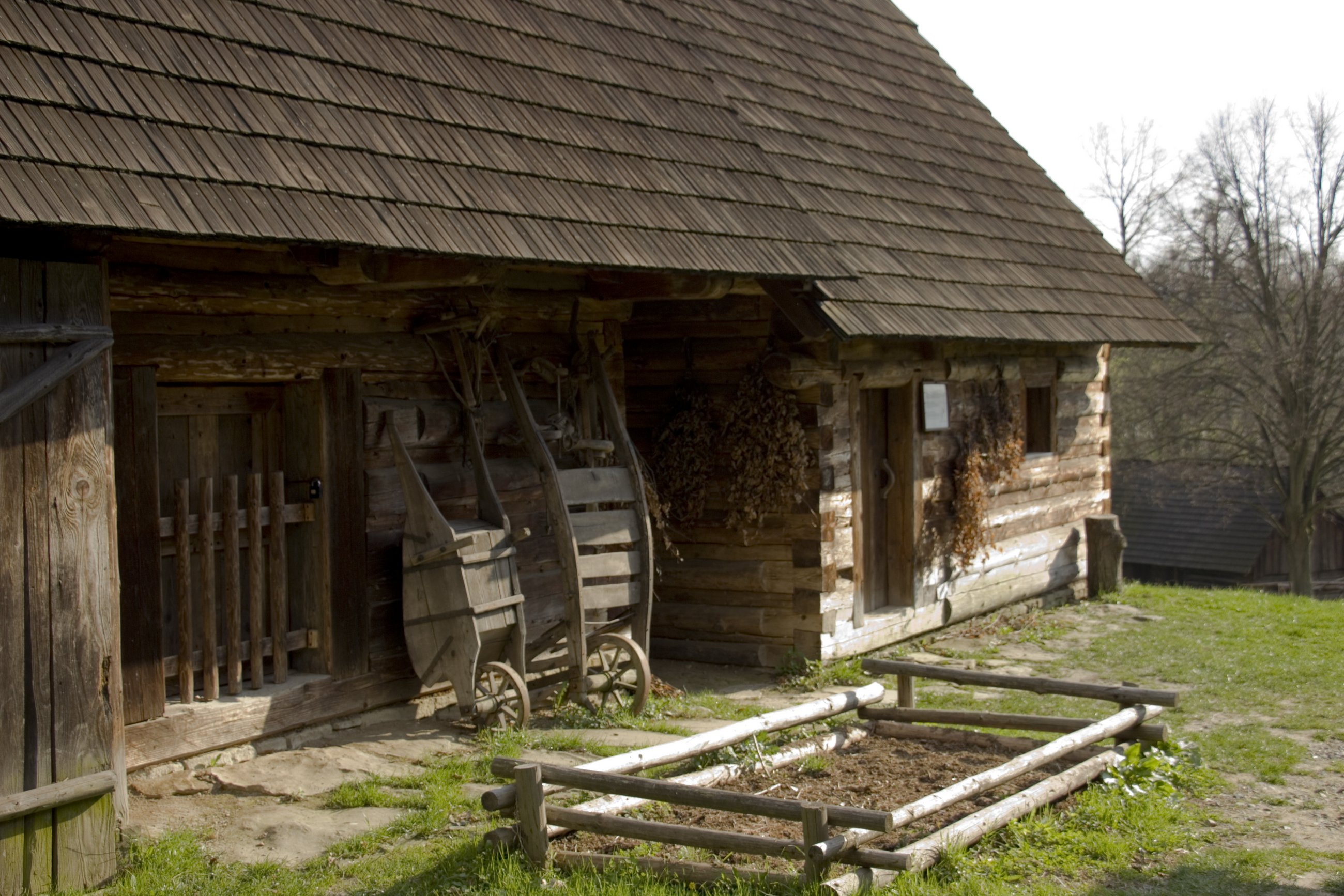
Жилой дом
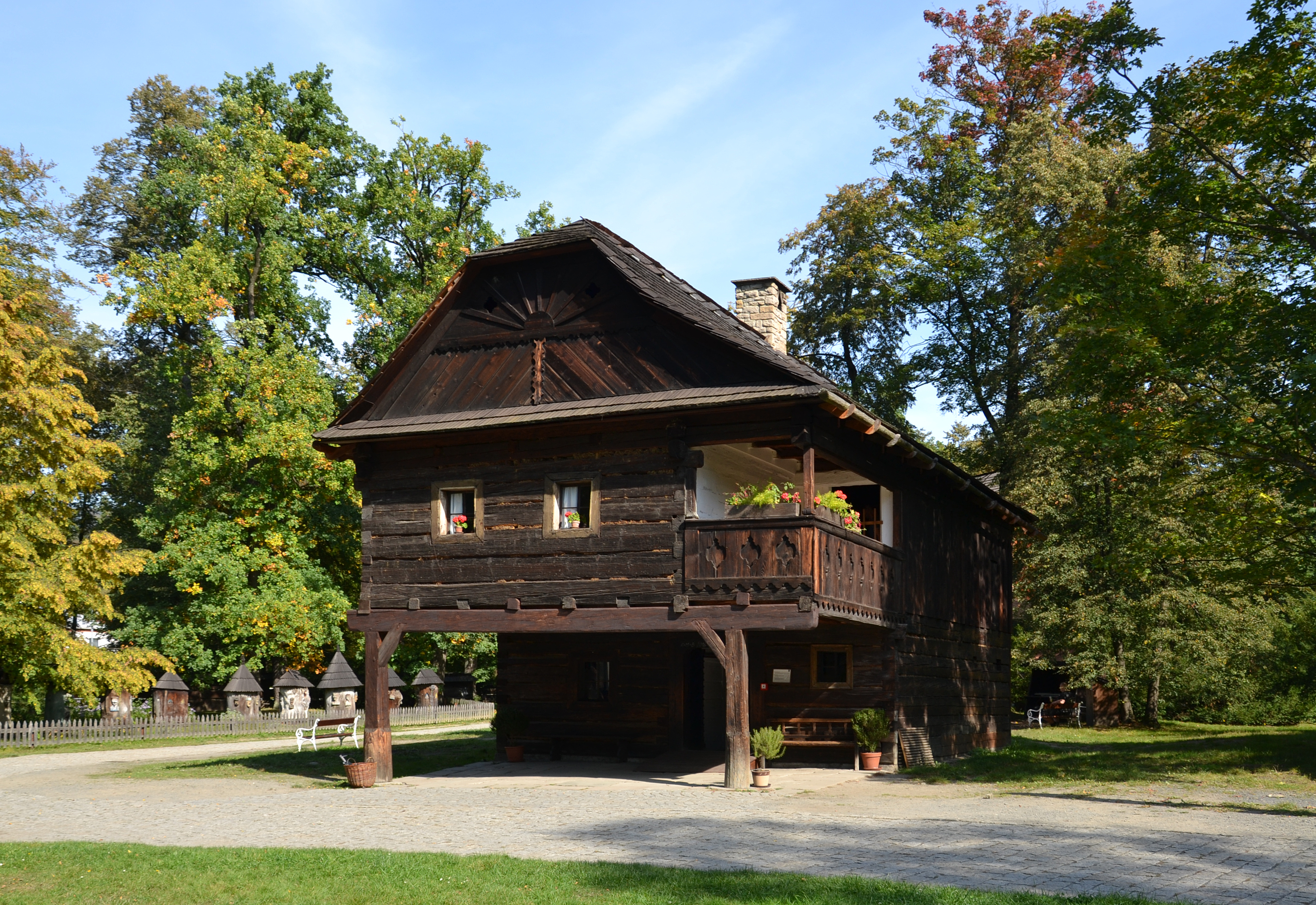
Двухэтажный жилой дом
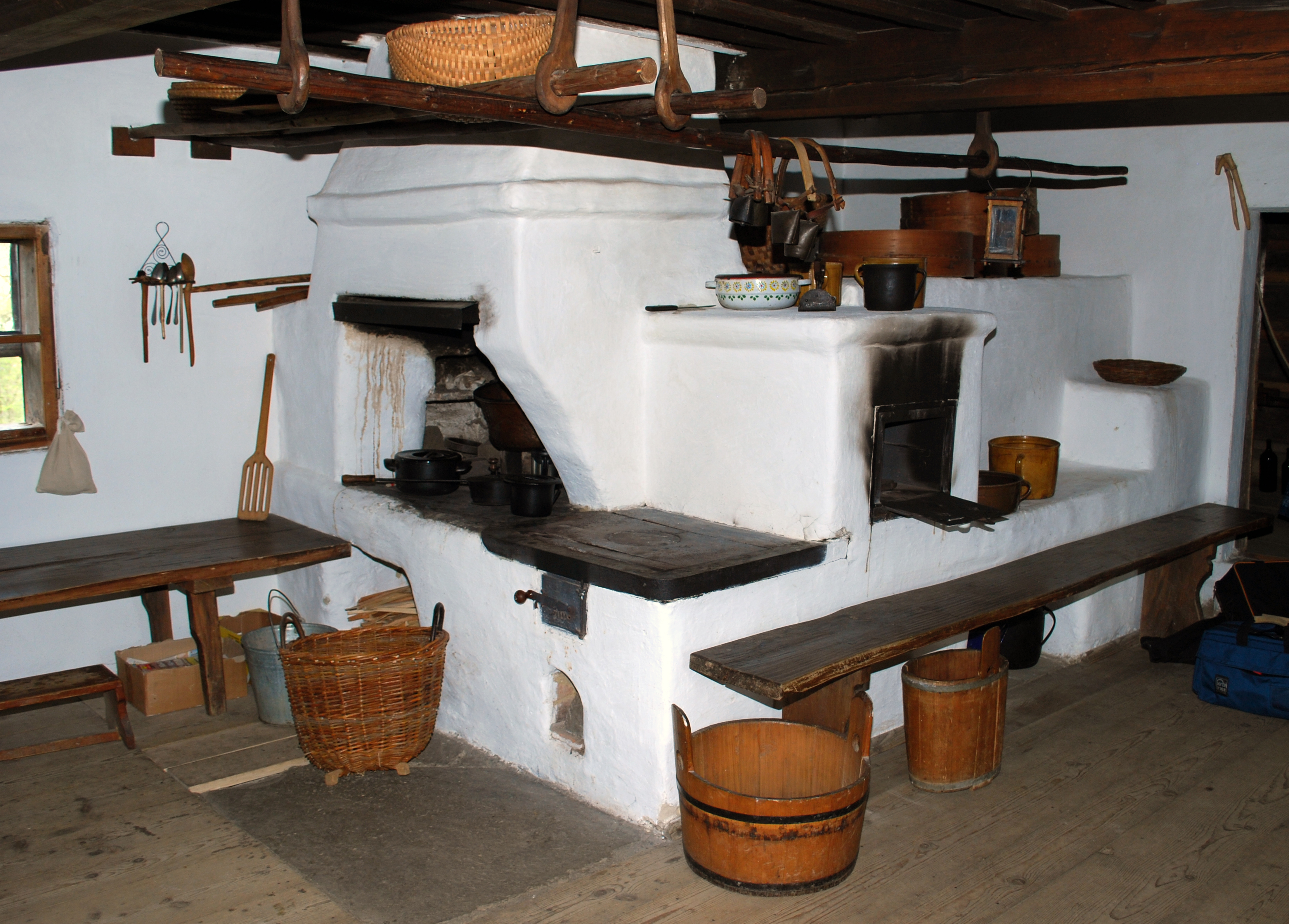
Печь в жилом доме
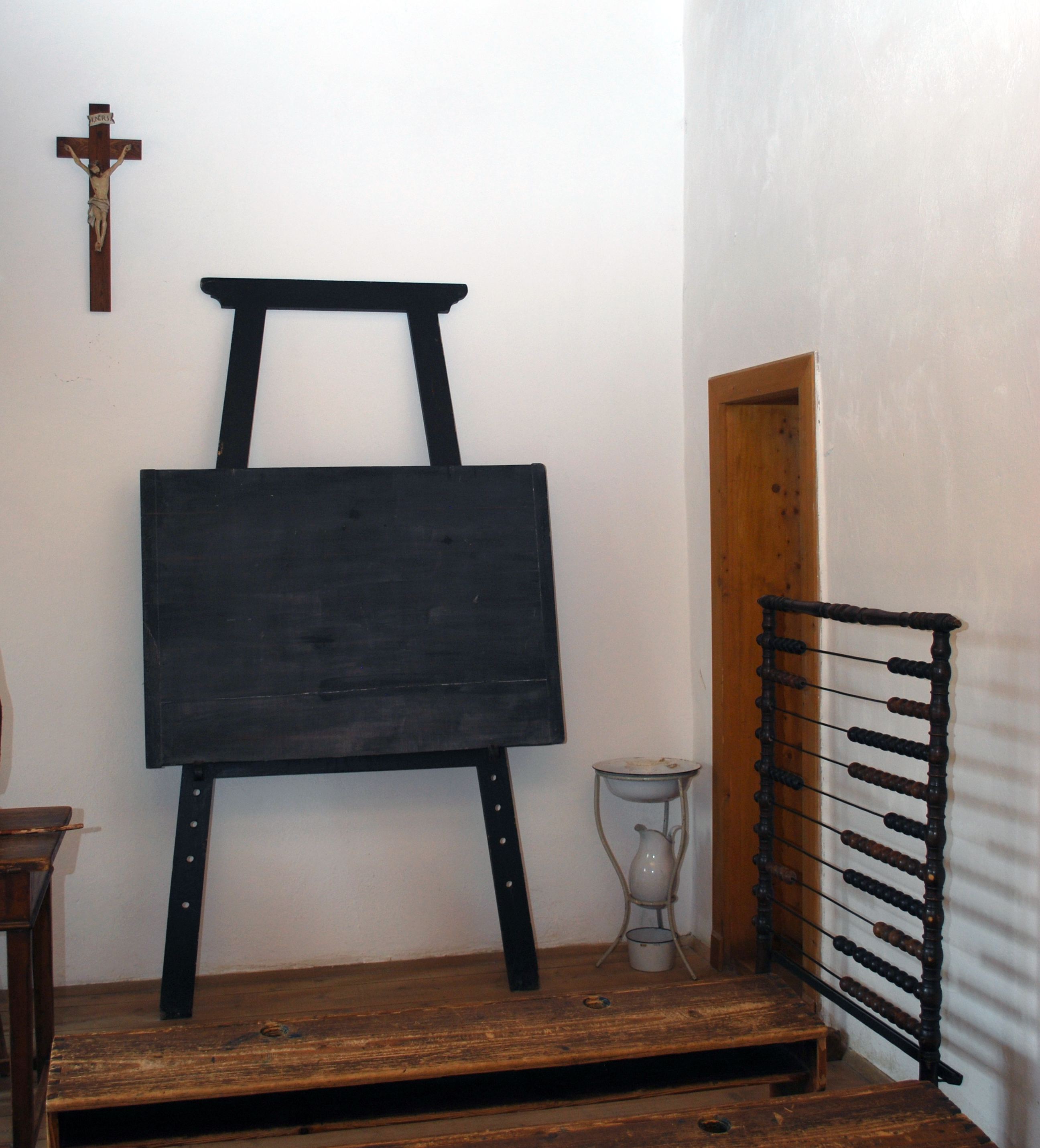
Доска и счёты в сельской школе
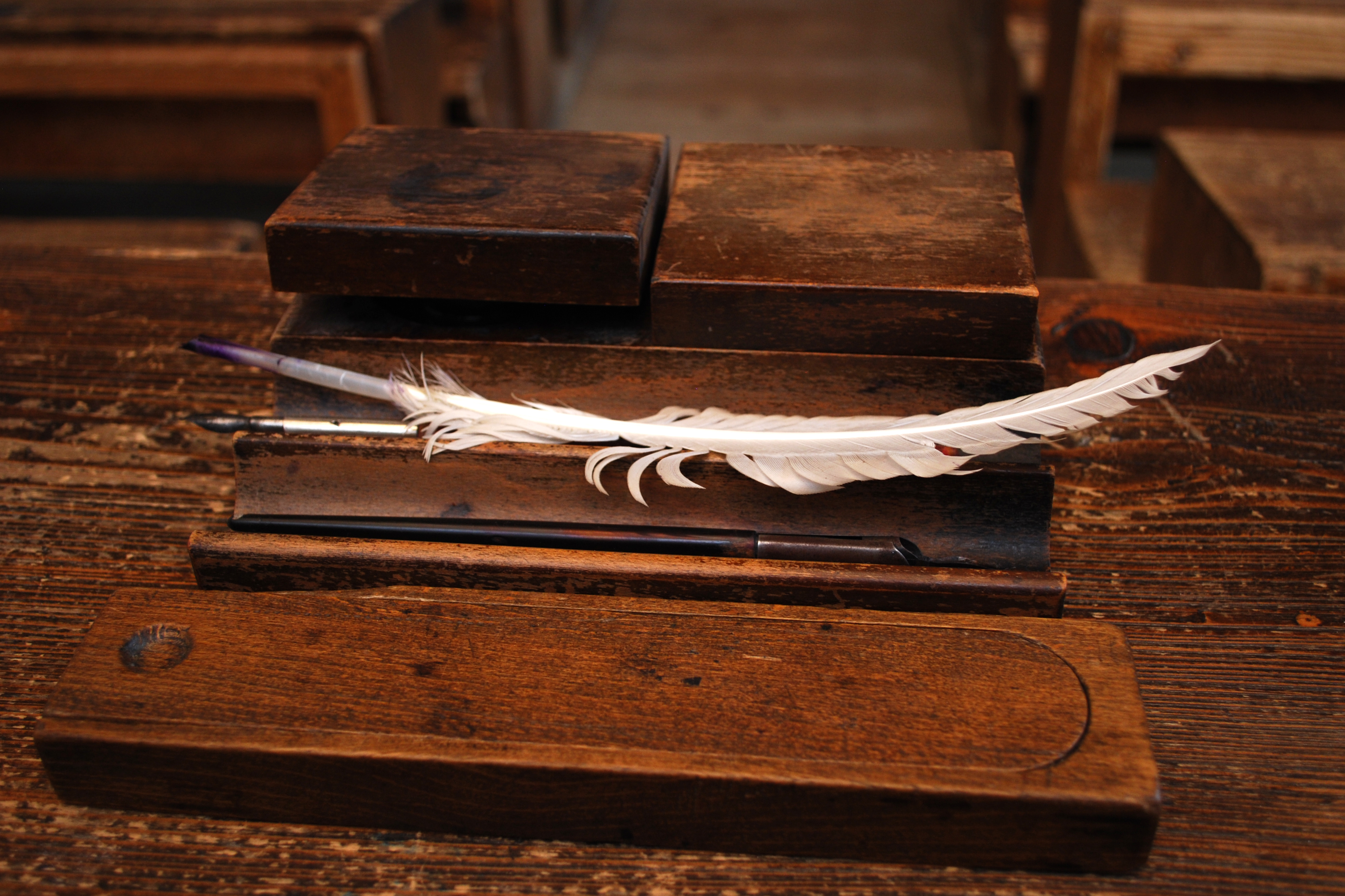
Учительский стол в сельской школе
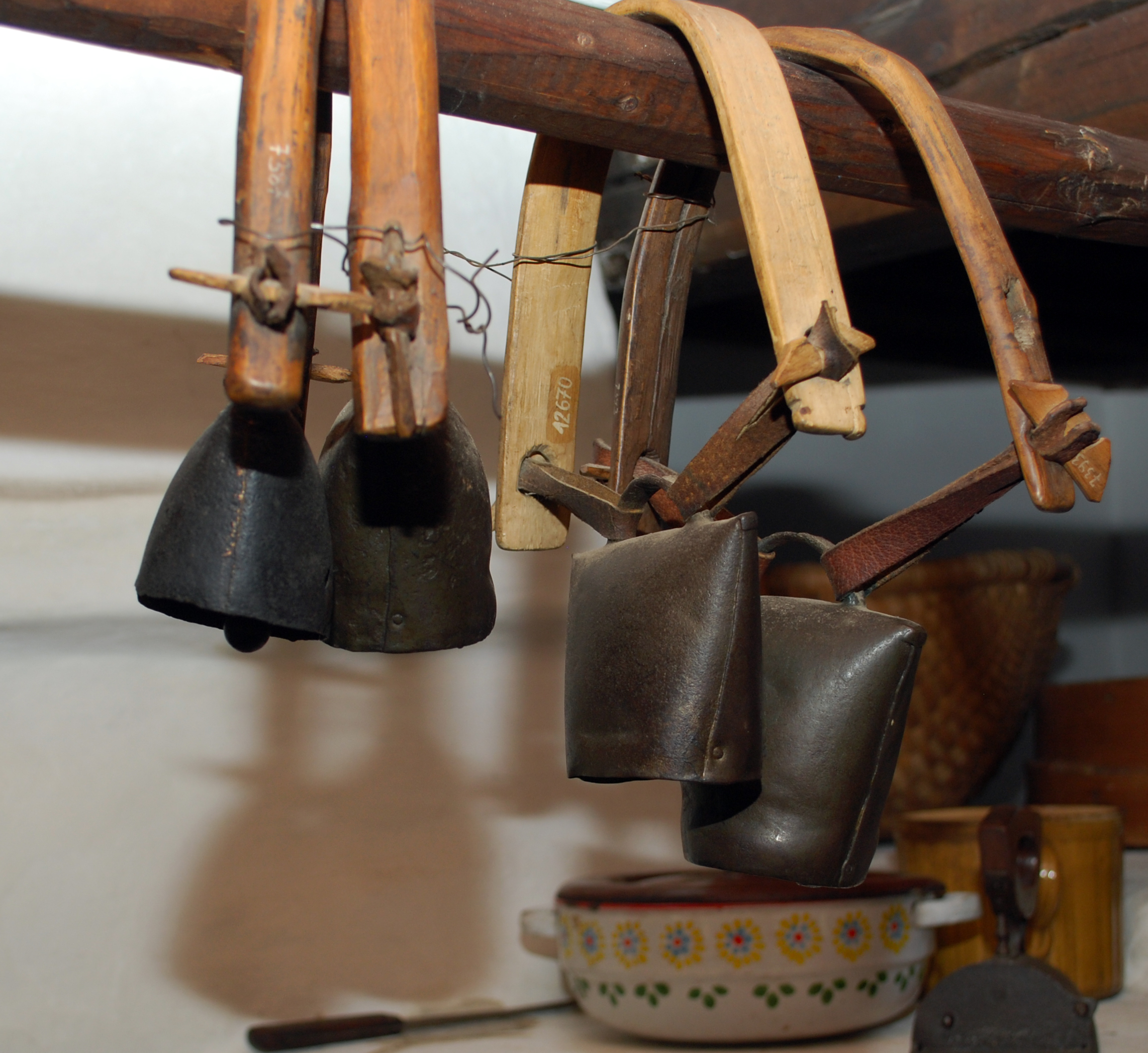
Колокольчики для лошадей
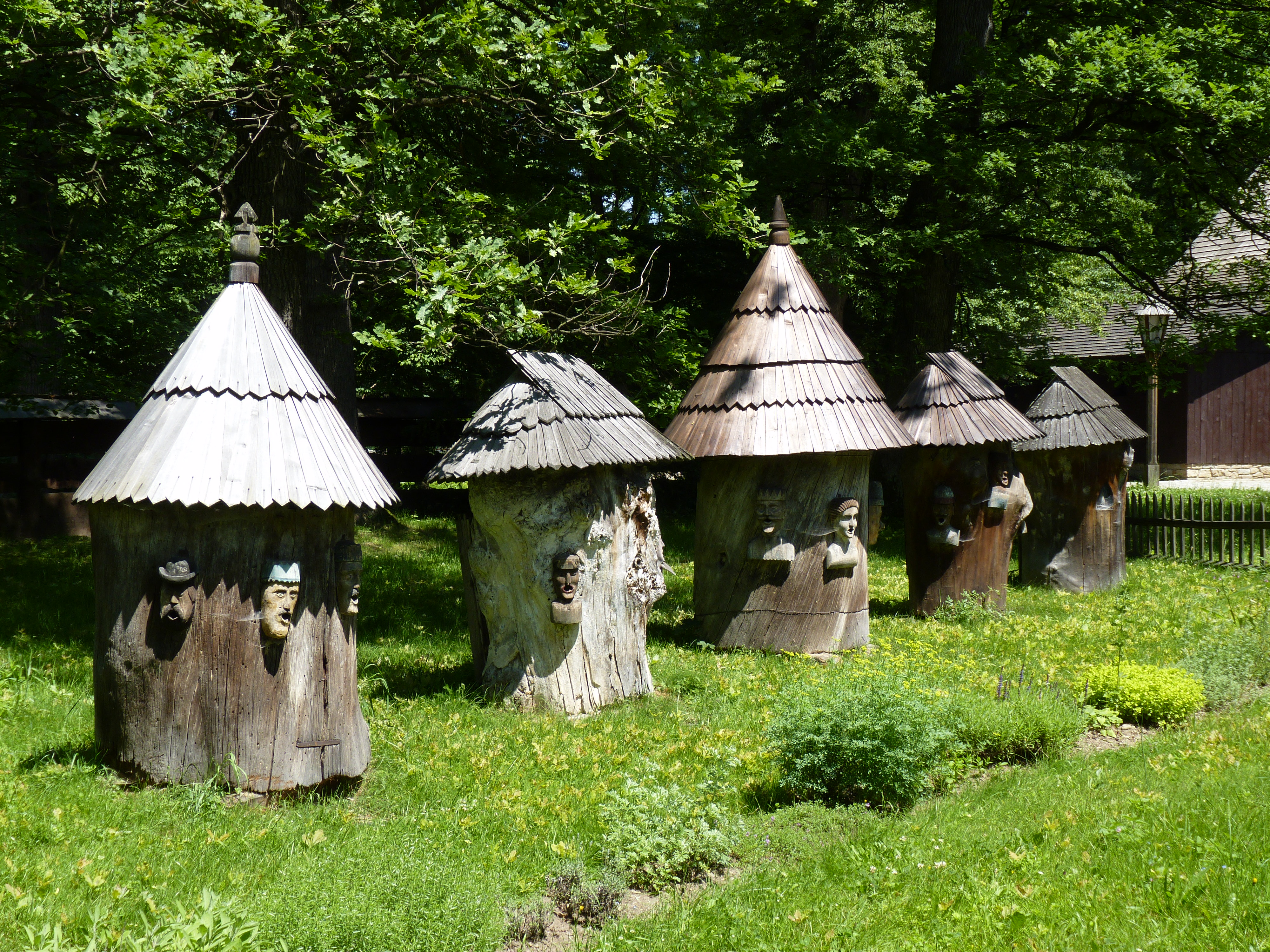
Пчелиные улии
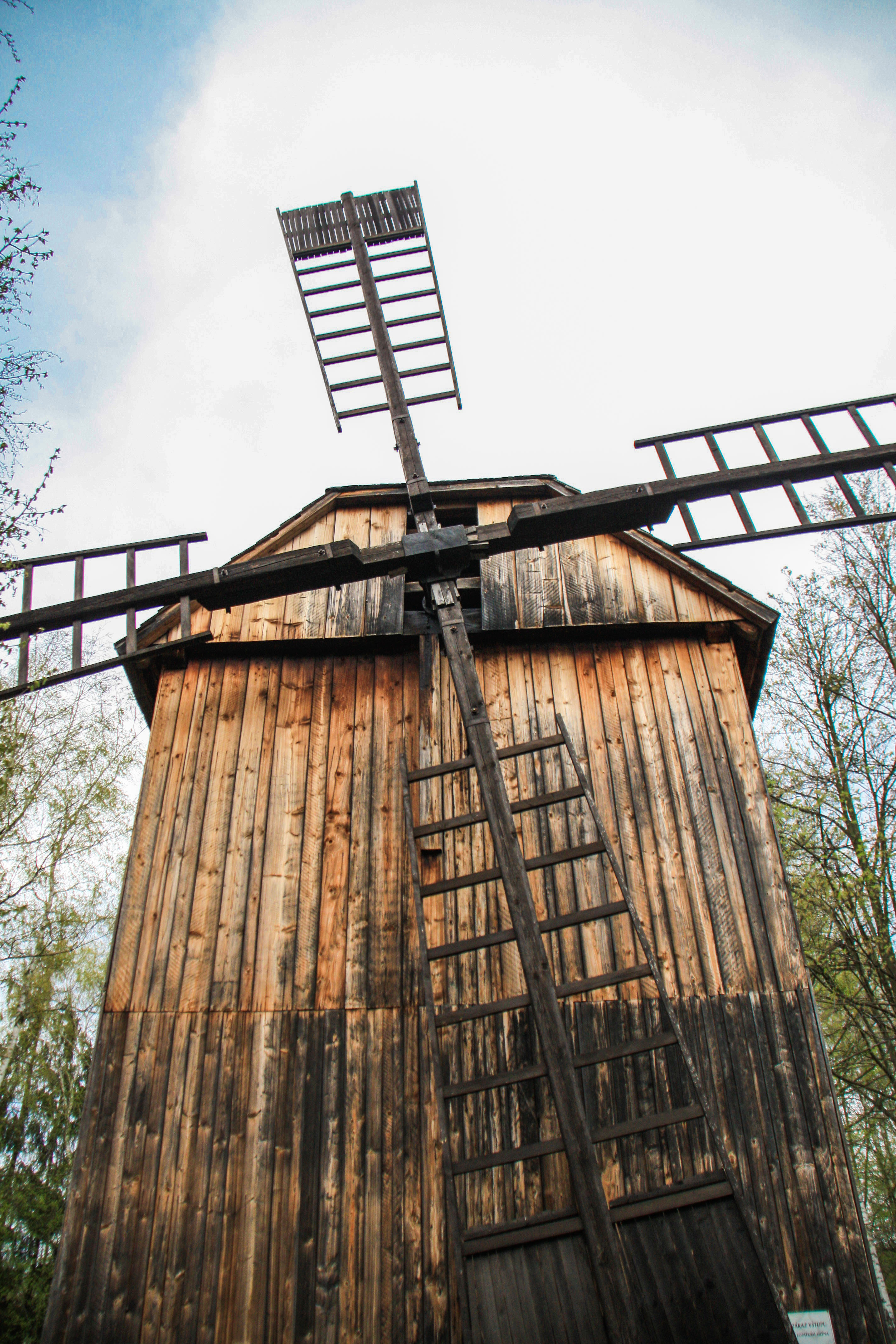
Мельница
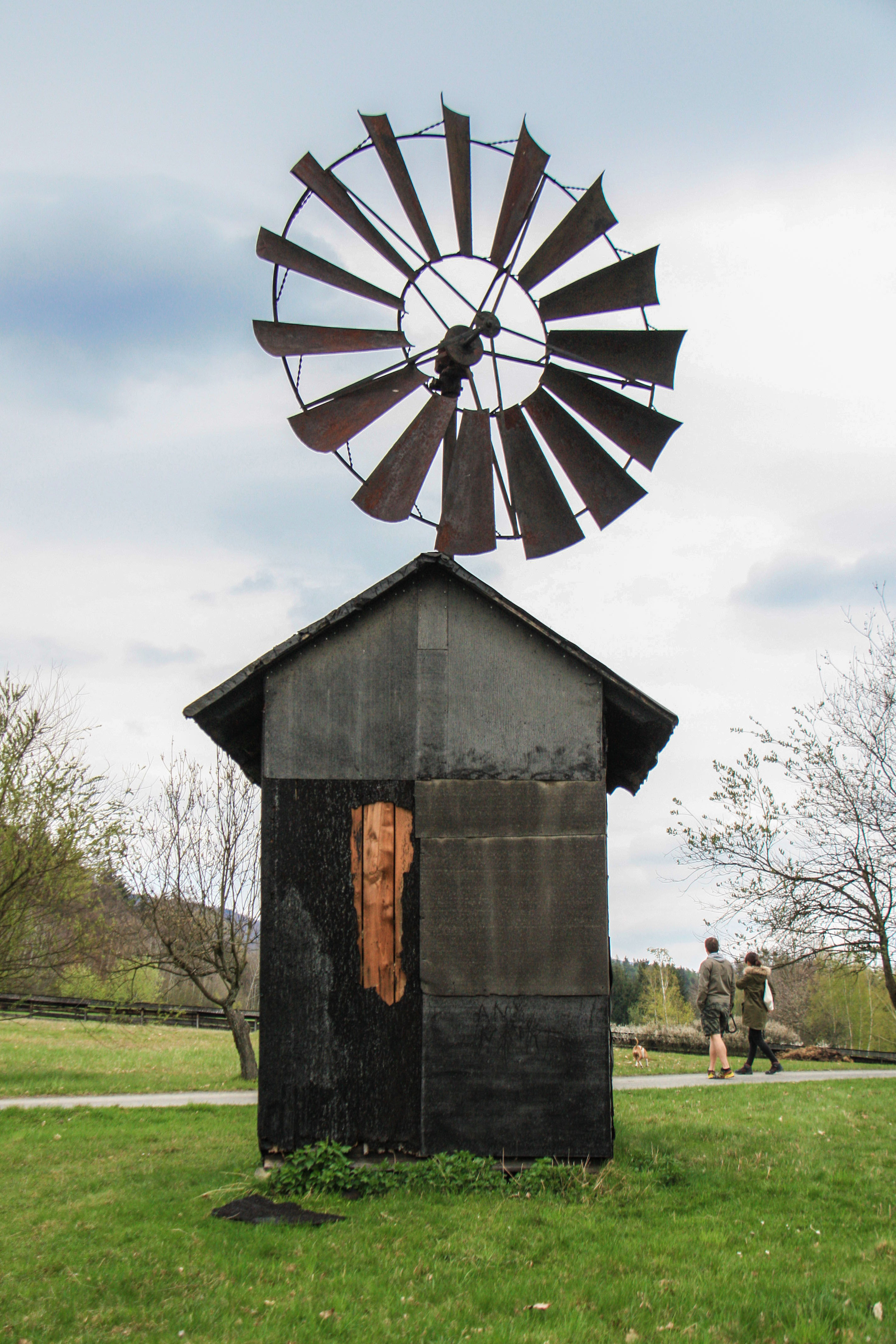
Мельница
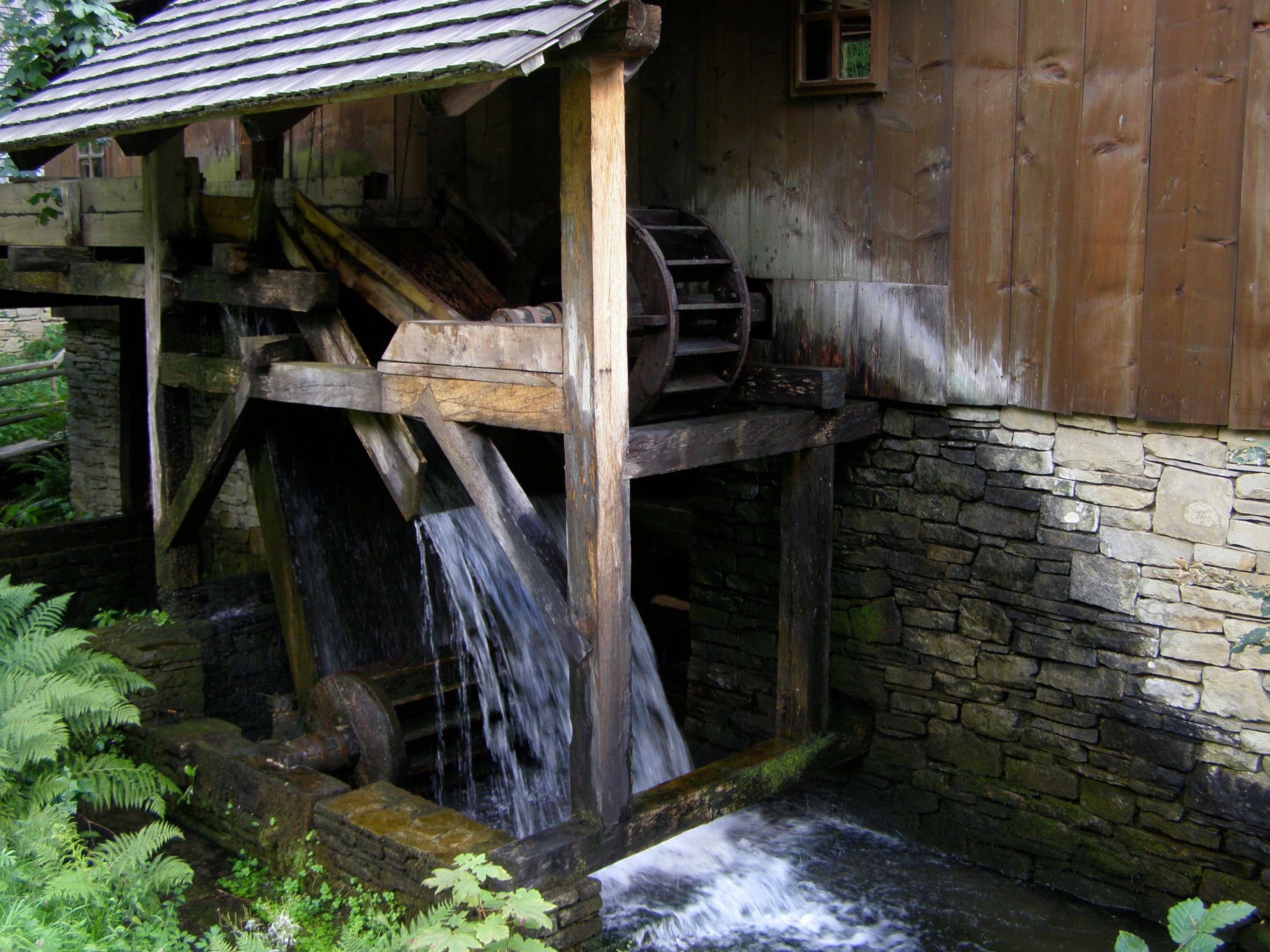
Водная мельница